# Timothy Mack
Timothy Mack (auch Tim Mack; * 15. September 1972 in Cleveland) ist ein ehemaliger US-amerikanischer Stabhochspringer und Olympiasieger.
Timothy Mack begann mit dem Stabhochsprung als junger Sportstudent 1991. Nach einigen Erfolgen bei Universitätsmeisterschaften steigerte er sich bis 2000 so weit, dass er bei den US-Trials für die Olympischen Spiele in Sydney starten durfte. In einem hochklassigen Wettbewerb wurde er mit 5,81 m nur Achter und durfte nicht nach Sydney. Besser lief es 2001 bei den US-Meisterschaften, als er Zweiter wurde und für die Weltmeisterschaften 2001 in Edmonton nominiert wurde, bei der er Neunter wurde. 2002 wurde er in der Halle US-Meister und im Freien Vizemeister. Bei den Weltmeisterschaften 2003 in Paris/Saint-Denis kam er auf den sechsten Platz.
Der Höhepunkt seiner Laufbahn kam dann aber im Jahre 2004 bei den Olympischen Spielen in Athen. Die US-Trials hatte er bereits mit 5,90 m gewonnen. In Athen wurde er schließlich mit 5,95 m Olympiasieger. In der gleichen Saison übersprang er noch beim Weltcup-Finale in Monte Carlo mit 6,01 m die magische Grenze von 6 Metern.
Danach machten ihm Verletzungen zu schaffen, so dass er sich bislang nicht wieder für große internationale Meisterschaften qualifizieren konnte.
Timothy Mack hat bei einer Größe von 1,88 m ein Wettkampfgewicht von 78 kg.